# Русская речь (журнал РАН)
«Ру́сская речь» — научно-популярный журнал Российской академии наук, освещающий современное состояние русского языка, его историю в тесной связи с развитием быта и культуры России и направленный на популяризацию знаний о русском языке и повышение речевой культуры народа.
Учредитель — Отделение историко-филологических наук РАН; соучредители — Институт русского языка им. В. В. Виноградова РАН и Государственный институт русского языка им. А. С. Пушкина. Ранее издавался при участии Российского фонда культуры.

## История
Издаётся с января 1967 года. Выходит 6 раз в год.
Главными редакторами «Русской речи» были акад. В. И. Борковский (1967—1978), д.фил.н. В. В. Иванов (1978—1987), д.фил.н. В. П. Вомперский (1987—1995), д.фил.н. В. Г. Костомаров (1996—2019). С февраля 2019 года редакцию журнала возглавляет член-корр. РАН А. Д. Шмелёв.

## Редакционная коллегия
В состав редколлегии входят: к.фил.н. О. В. Антонова, член-корр. РАН Е. Л. Березович, акад. А. А. Гиппиус, М. Горэм (США), д.фил.н. В. В. Дементьев, член-корр. РАН Е. Е. Дмитриева, д.фил.н. А. Ф. Журавлёв, к.фил.н. А. В. Занадворова, д.фил.н. М. Л. Каленчук (зам. главного редактора), д.фил.н. А. А. Кибрик, д.фил.н. Ю. А. Клейнер, к.фил.н. А. М. Красовицкий (Великобритания), д.фил.н. М. А. Кронгауз, д.фил.н. Д. М. Магомедова, д.фил.н. В. И. Новиков, д.фил.н. М. А. Осадчий, к.фил.н. М. С. Полинская (США), д.п.н. Е. Ю. Протасова (Финляндия), к.фил.н. М. А. Пузина, Г. Пфандль (Австрия), к.фил.н. Л. Рязанова-Кларк (Великобритания).